# Lorenzen-gruppen
Lorenzen-gruppen var en dansk paramilitærgruppe underordnet HIPO. Den var aktiv december 1944 – maj 1945.
Lorenzen-gruppen er opkaldt efter dens stifter Jørgen Lorenzen, der i 1944 tog tjeneste i det tyske efterretningspoliti. Her blev han underlagt det danske HIPO-korps (Hilfspolizei) som afdeling 9c. Han fik en væbnet gruppe under sig med ordre til at bekæmpe modstandsbevægelse. 
Gruppen stod for anholdelser af 6-800 mistænkte modstandsfolk. Den benyttede sig ofte af tortur og likvideringer, efter ordre fra  Otto Bovensiepen. 
Under besættelsen blev Lorenzen-gruppen søgt likvideret af den danske modstandsbevægelse.
Efter den tyske hærs kapitulation den 4. maj 1945 flygtede 19 af gruppens medlemmer til et sommerhus i Asserbo. Her blev de opdaget af danske modstandsgrupper, og det kom til ildkamp. Lorenzen-gruppen var velbevæbnet med "19 Maskinpistoler, 11 alm. Pistoler, 125 Lt. Benzin, uanede Mængder Ammunition samt et meget stort Forraad af Fødevarer." Tilfældigvis var den modstandsgruppe fra Frederiksværk, der havde bygget en hjemmelavet panservogn i nærheden på en anden aktion. V3-panservognen blev sat ind mod Lorenzen-gruppen, og efter en salve med maskingeværet stoppede al modstand. Efter aktionen lå resterne af gruppen i sommerhuset: to var dræbt, en var såret i underlivet og havde begået selvmord, mens fem andre var hårdt kvæstede. De overlevende blev arresteret og ført til København.
Ti af gruppens medlemmer blev efter krigen idømt dødsstraf, deriblandt lederen Jørgen Lorenzen, som blev henrettet 10. maj 1949 kl. 10. Seks af dødsdommene blev dog reduceret til livsvarigt fængsel. Det sidste af gruppens medlemmer blev løsladt i 1959.
Kun få af Lorenzen-gruppens medlemmer var medlemmer af det danske nazistiske parti Danmarks Nationalsocialistiske Arbejderparti, og ingen af dem udviste nogen særlig interesse for politik. De kom fra alle samfundslag og udgjorde et repræsentativt udsnit af den danske befolkning.
Den kontroversielle journalist Erik Haaest udgav i 2007 bogen Hipofolk, som skulle være den første i en trilogi af bøger om Lorenzen-gruppen. Haaest modtog statsstøtte til udarbejdelsen af første og andet bind i serien. Andet bind om Anna Lund Lorenzen udkom i 2007. Men efter en artikel i Information 18. juli 2007 der afslørede at Haaest i 1970'erne havde udgivet en avis der indeholdt artikler, som såede tvivl om rigtigheden af Holocaust og Anne Franks dagbøger, nægtede forlaget Documentas, der havde udgivet de første to bøger, at udgive den tredje om Jørgen Lorenzen. 